# Obiter Dictum
Obiter dictum – (з лат. — сказане між іншим; вживається часто в множині — obiter dicta, а також в скороченому варіанті — obiter або  dicta) — поняття, що походить з  англійського загального (прецедентного) права; позначає одну з двох частин, які входять до структури судового прецеденту (друга частина — ratio decidendi).
На відміну від ratio decidendi, ця частина не створює певний правовий принцип, що обґрунтовує рішення суду. Як правило, це міркування суду щодо питань, що не мають прямого 
відношення до предмету судового рішення, але мають пояснювальний і загальний характер.
Obiter dictum судового рішення може мати різні форми. Розрізняють obiter dictum, які не були застосовані при вирішенні справи, і ті, що виконують допоміжну роботу при вирішенні спору в конкретній справі, хоча і не стають частиною ratio decidendi.

## Поняття
Правило прецеденту, яке діє однаково і щодо загального права, і щодо права справедливості, вимагає від англійських юристів вивчення попередніх судових рішень. В поясненнях суддів юрист повинен розрізняти те, що є необхідною частиною рішення (ratio decidendi) і додатковою (obiter dictum). Необхідна частина, на відміну від додаткової, і містить норму, яка включається в англійське право та якої дотримуються у майбутньому. Суддя, який виносить рішення, не розмежовує цих частин, це робить інший суддя, який встановлюватиме, чи буде дане рішення прецедентом.
Відокремлення ratio decidendi від obiter dictum є основною проблемою доктрини прецеденту. Дослідження позицій вчених з цього питання не призвело до однозначних результатів. Існує дві точки зору. Прибічники першої вважають, що ratio decidendi майже завжди можна чітко визначити, прибічники другої відстоюють думку, що таке є неможливим. Тим часом на необхідність відокремлення цих двох частин рішення звернув увагу суддя Воган ще у 1673р. Сьогодні в англійській літературі прийнято вважати, що obiter dictum є думкою суду, але являє собою загальні положення, що були висловлені в процесі вирішення справи і, що найголовніше, які не мають обов'язкової сили.
У. Джелдарт пише, що obiter dictum – це виголошене у рішенні правоположення, яке не претендує на безпосереднє вирішення спірного питання між сторонами, але яке пояснює або ілюструє головний принцип вирішення спору . За Р. Кроссом obiter dictum являє собою правоположення, яке не  входить до складу ratio decidendi. Деякі вчені obiter dictum визначають як правове формулювання, що викладене у думці суду, але яке логічно не могло б стати великою посилкою для відібраних для рішення фактів .
Також obiter dictum визначається як висловлене суддею правове положення з приводу справи, яке не має нормативного характеру, оскільки або лише коментує ratio decidendi, або хоча і має ознаки ratio decidendi, але не відноситься до фактів справи, що розглядається.
Дж. Салмонд вважає існування obiter dictum підтвердженням того, що судді створюють юридичні норми не шляхом формулювання їх текстуального виразу (як законодавці), а шляхом застосування їх до конкретних обставин справи . Норма прецедентного права завжди має своє обґрунтування у вигляді obiter dictum, яке судді іноді навіть виділяють у своїй промові за допомогою фрази “з цього приводу я хотів би додати …”, що ілюструє та пояснює зміст інших положень рішення. Отже, obiter dictum спочатку впливає на процес видобуття норми з тексту прецеденту, а потім – на процес її застосування.

## Види
Obiter dictum буває трьох видів:
1) Ствердження суду по відношенню до відсутніх у справі фактів чи обставин, або по відношенню до реально існуючих фактів, але таких, що не є важливими для конкретної справи. Наприклад, у справі Central London Property Trust Ltd v. High Trees House Ltd 1947 року суддя висловив думку, що власники нерухомості не можуть звертатися до суду з позовами про стягнення орендної плати за період воєнного часу, хоча в даній справі таких вимог ніхто не заявляв;
2) твердження суду, яке ґрунтується на доведених  у справі фактах, але яке не було використано ним при формуванні рішення. Наприклад, у справі Hedley Byrne & Co Ltd v. Heller & Partners 1964 року Палата лордів висловилася про те, що банки, які надають рекомендації своїм клієнтам, зобов'язані виявляти про них турботу і що банк несе відповідальність у випадках, коли виявляє недбалість при наданні рекомендацій. У даній справі був встановлений факт недбалості банка при наданні рекомендацій своєму клієнтові. Проте твердження про відповідальність банку не було використане в рішенні суду, оскільки у справі існувала відмова клієнта від позову;
3) думка суддів, які лишаються у даній справі у меншості. Це думка суду, яка і формується на перевірених судом фактах, але не береться до уваги при вирішенні справи
|  | Я іноді думаю, - продовжував він зміненим голосом, - що ми всі зійшли з розуму і що лише тварини зберігають благословенний розум, який колись вважався чисто людською чеснотою. Не записуйте це, - швидко додав він, - у всіх бувають хвилини слабкості. Це було лише obiter dictum. (Джон Голсуорсі, Палаючий спис.) |

## Юридичне значення
Obiter dictum має додатковий, але не обов'язковий характер і саме тому не має обов'язкового прецедентного значення  для майбутніх справ. Ця частина рішення суду в справі повинна допомогти суддям у майбутньому, але вони не зобов'язовуються слідувати висловленням і думкам, що містяться в ній. І все ж таки практика вимагає, щоб фахівці звертали увагу на obiter dictum. Більшість юристів так і роблять, намагаючись передбачити, як суд поводитиметься в майбутньому. Високопрофесійний юрист завжди ознайомиться з усією інформацією, яка може буде для нього корисною, у тому числі з obiter dictum
Таким чином obiter dictum як частину рішення не можна недооцінювати, оскільки при розгляді наступних справ вона може перетворитися зі „сказаного між іншим" на головну частину судового рішення.
Було б помилково вважати, що obiter dictum взагалі не має сили прецеденту. Воно є не обов'язковим, а лише переконуючим прецедентом. Проте, коли правова аргументація походить від вищої інстанції й являє собою добре продумане формулювання правової норми, а не випадково висловлену думку, тоді це означає що вона не може містити в собі риси протилежного характеру. Прикладом може служити вже згадувана справа Donoghue (1932) , при розгляді якої був сформульований "принцип турботи про ближнього". Він, безсумнівно, становив obiter dictum, так як його зміст набагато ширший, ніж було потрібно по справі, але, незважаючи на це, зазначений принцип став основою відповідальності за недбалість і застосовувався багато разів.

## Ступені переконливості
Obiter dictum має різні ступені авторитетності. Найбільшу силу переконання має obiter dictum, яке є позицією членів Палати лордів, що брали участь у розгляді певної справи, а найменшу – узагальнення та експромти, які нерідко містяться у записах думок суддів. На практиці obiter dictum найвищого ступеню переконливості часто неможливо відрізнити від положень, які можна вважати ratio decidendi. Чітко визначене obiter dictum рішення Палати лордів має більшу силу ніж ratio decidendi рішення, винесеного суддею Високого Суду по першій інстанції. З цього приводу В. Денисов цілком обґрунтовано вказує, що ступінь впливу obiter dictum певного прецеденту на розгляд схожих справ залежить від особистого авторитету судді, що його висловив.